# IAM (Band)

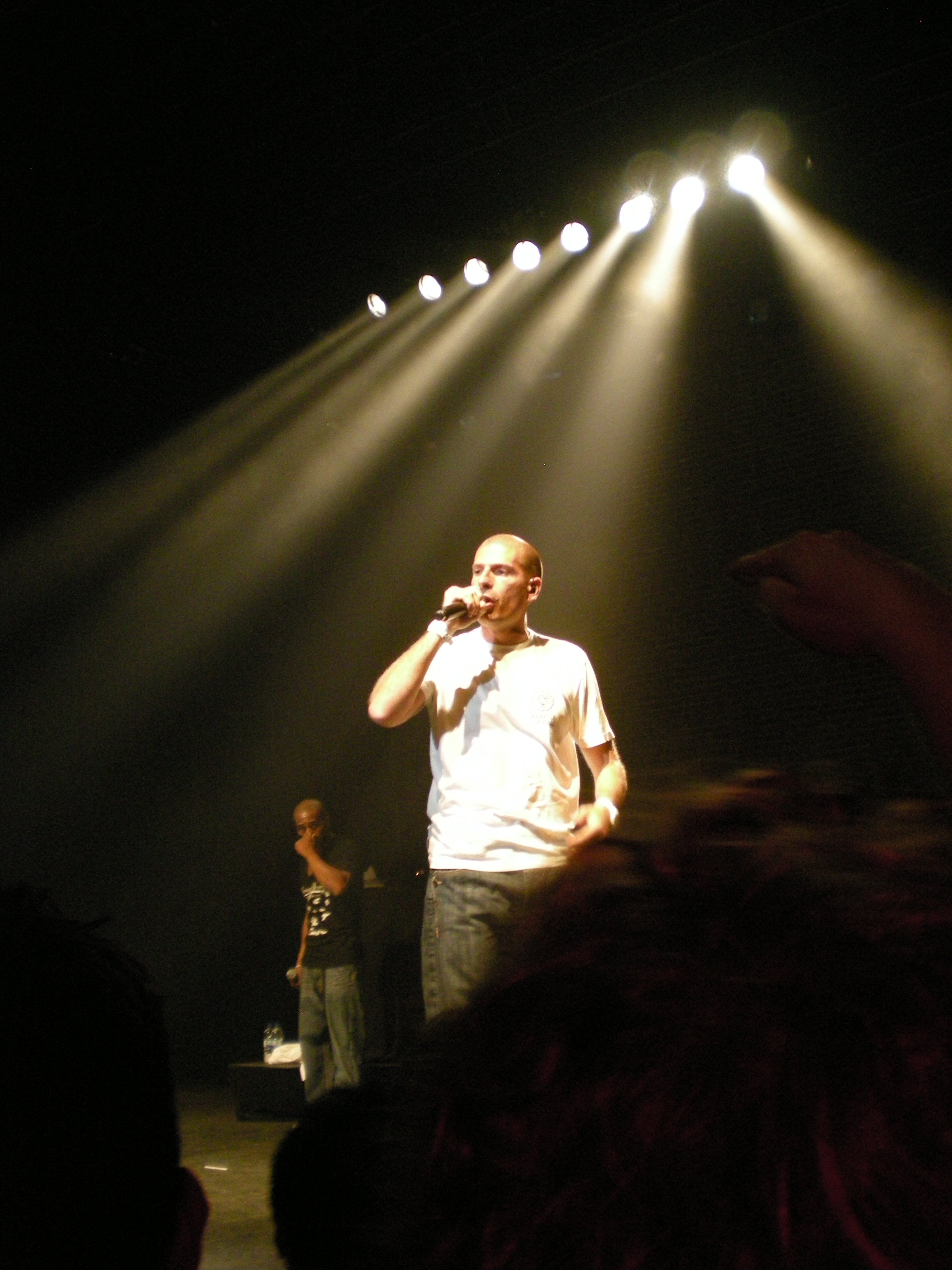
IAM

IAM sind eine französische Hip-Hop-Gruppe aus Marseille. Sie waren zusammen mit MC Solaar die ersten kommerziell erfolgreichen französischen Rapper, blieben aber weiter in der Szene verwurzelt. Der Bandname steht sowohl für den englischen Ausdruck Ich bin als auch für Imperial Asiatic Men („Kaiserlich asiatische Männer“), Indépendantistes Autonomes Marseillais („Selbständige Unabhängigkeitsbefürworter aus Marseille“) oder Invasion Arrivant de Mars („Einmarsch vom Mars“; Mars ist in ihren Lyrics dabei oft eine Metapher für Marseille).
Die Geschichte der Gruppe beginnt, als 1984 Eric Mazel (Kheops) und Philippe Fragione (Akhenaton) als Lively Crew zusammen breakdancen. Bis 1988/89 kamen aus ihrem weiteren Bekanntenkreis neue Mitglieder hinzu, bis IAM in ihrer heutigen Formation bestanden: Akhenaton (Producer, MC), Imhotep (Producer, DJ), Kheops (Producer, DJ), Shurik’N (MC) und Kephren (Tour-Manager).
Ihr erstes Tape erschien 1989, ihre erste Platte, gleich auf einem Major-Label, De La Planète Mars verkaufte sich in über 100.000 Exemplaren. Die Gruppenmitglieder, die algerischer, italienischer und schwarzafrikanischer Abstammung sind, spielten einen Stil, der stark von Musik aus dem Nahen Osten und Ägypten beeinflusst war. Mit ihrem 1997er-Album L’École Du Micro D’Argent schließlich setzten sie nicht nur musikalisch einen bis heute gültigen Maßstab für französischen Hip-Hop, sondern verkauften auch über eine Million Exemplare.

## Mitglieder
- Imhotep (auch Kif-Kif, Tonton), bürgerlich: Pascal Perez (geboren 1960 in Algier) ist der musikalische Architekt der Gruppe und schafft die Mehrzahl der Beats.
- Shurik’N (auch Shurik’N Chang Ti, Jo l’Indien, le Serval), bürgerlich: Geoffroy Mussard, madagassischen Ursprungs, wurde 1966 in Marseille geboren. Neben Akhenaton ist er der zweitwichtigste Liederschreiber und Rapper der Gruppe. Als eifriger Kampfsporttreiber ist er den Einflüssen des Fernen Ostens sehr zugetan. Sein Name Shurik'N bedeutet auf Japanisch Wurfstern. Shurik'N betätigt sich auch als Solo-Künstler unter selbigem Namen.
- Akhenaton (auch Chill, Sentenza), bürgerlich: Philippe Fragione, wurde 1968 in Marseille geboren. Er ist der federführende Kopf der Gruppe, der die meisten Texte vorträgt. Seit 1995 ist er äußerst erfolgreich in mehreren Soloprojekten tätig gewesen und unterstützt regionalen Nachwuchs wie zum Beispiel Fonky Family. Im Film Comme Un Aimant hat er sich auch als Schauspieler betätigt, schrieb zusammen mit Bruno Coulais die Musik und versuchte sich gleichzeitig auch als Drehbuchautor. Akhenaton konvertierte vor einigen Jahren zum Islam.
- Freeman (auch Tuco, Malek Sultan), bürgerlich: Abdelmalek Brahimi, mit Wurzeln in Algerien wurde 1972 in Marseille geboren. In den Anfangsjahren von IAM als Tänzer tätig, begann er spätestens beim vierten Album Revoir Un Printemps selbst Texte zu rappen. Freeman startete 1999 seine Solo-Karriere und veröffentlichte bisher drei Alben, L’Palais de justice, Mars eyes und L’espoir d’un (C)rêve". 2008 verlässt Freeman die Gruppe IAM.
- Kheops (auch Blondin), bürgerlich: Eric Mazel, mit spanischen Wurzeln, wurde 1966 in Marseille geboren. Er ist der DJ der Gruppe.
- Kephren, bürgerlich: François Mendy, senegalesischen Ursprungs, wurde 1968 in Paris geboren. In den frühen Jahren der Gruppe war er der Tänzer, später übernahm er das Management des Labels Côté Obscur, wo IAM einige CDs aufnahm, und ist heute als Tourmanager für IAM aktiv.

## Diskografie

### Alben
| Jahr | Titel                     | Höchstplatzierung, Gesamtwochen, AuszeichnungChartplatzierungen (Jahr, Titel, Platzierungen, Wochen, Auszeichnungen, Anmerkungen) | Höchstplatzierung, Gesamtwochen, AuszeichnungChartplatzierungen (Jahr, Titel, Platzierungen, Wochen, Auszeichnungen, Anmerkungen) | Höchstplatzierung, Gesamtwochen, AuszeichnungChartplatzierungen (Jahr, Titel, Platzierungen, Wochen, Auszeichnungen, Anmerkungen) | Anmerkungen |
| Jahr | Titel                     | FR | BEW | CH | Anmerkungen |
| ---- | ------------------------- | --- | --- | --- | --- |
| 1990 | Concept                   | — | — | — | |
| 1991 | … de la planète Mars      | FR— GoldFR | — | — | Erstveröffentlichung: 25. März 1991                                                                            |
| 1993 | Ombre est lumière         | FR195 Platin · (1 Wo.)FR | — | — | Charteinstieg FR: 2014                                                                                         |
| 1997 | L’école du micro d’argent | FR3 Diamant · (209 Wo.)FR | BEW5 Gold · (187 Wo.)BEW | CH— PlatinCH | Erstveröffentlichung: 18. März 1997 zehn zusätzliche Lieder auf der limitierten CD                             |
| 2003 | Revoir un printemps       | FR1 ×2Doppelgold · (35 Wo.)FR | BEW1 (17 Wo.)BEW | CH2 Gold · (9 Wo.)CH | Erstveröffentlichung: 15. September 2003 drei zusätzliche Lieder und zwei Instrumentals auf der limitierten CD |
| 2007 | Saison 5                  | FR2 Gold · (29 Wo.)FR | BEW4 (20 Wo.)BEW | CH15 Gold · (10 Wo.)CH | Erstveröffentlichung: 2. April 2007                                                                            |
| 2013 | Arts Martiens             | FR1 Gold · (29 Wo.)FR | BEW4 (36 Wo.)BEW | CH4 (14 Wo.)CH | Erstveröffentlichung: 22. April 2013                                                                           |
| 2013 | IAM                       | FR10 Gold · (15 Wo.)FR | BEW25 (21 Wo.)BEW | CH25 (4 Wo.)CH | Erstveröffentlichung: 18. Oktober 2013                                                                         |
| 2017 | Rêvolution                | FR3 Gold · (29 Wo.)FR | BEW3 (28 Wo.)BEW | CH5 (8 Wo.)CH | Erstveröffentlichung: 3. März 2017                                                                             |
| 2019 | Yasuke                    | FR8 Gold · (16 Wo.)FR | BEW19 (12 Wo.)BEW | CH12 (4 Wo.)CH | Erstveröffentlichung: 22. November 2019                                                                        |

grau schraffiert: keine Chartdaten aus diesem Jahr verfügbar

### Livealben
| Jahr | Titel                     | Höchstplatzierung, Gesamtwochen, AuszeichnungChartplatzierungen (Jahr, Titel, Platzierungen, Wochen, Auszeichnungen, Anmerkungen) | Höchstplatzierung, Gesamtwochen, AuszeichnungChartplatzierungen (Jahr, Titel, Platzierungen, Wochen, Auszeichnungen, Anmerkungen) | Höchstplatzierung, Gesamtwochen, AuszeichnungChartplatzierungen (Jahr, Titel, Platzierungen, Wochen, Auszeichnungen, Anmerkungen) | Anmerkungen                         |
| Jahr | Titel                     | FR | BEW | CH | Anmerkungen                         |
| ---- | ------------------------- | --- | --- | --- | ----------------------------------- |
| 2005 | Live au Dôme de Marseille | FR97 (6 Wo.)FR | BEW63 (3 Wo.)BEW | — | Erstveröffentlichung: 1. April 2005 |
| 2008 | IAM 20                    | — | BEW96 (1 Wo.)BEW | — | Erstveröffentlichung: 26. Mai 2008  |

### Kompilationen
| Jahr | Titel                          | Höchstplatzierung, Gesamtwochen, AuszeichnungChartplatzierungen (Jahr, Titel, Platzierungen, Wochen, Auszeichnungen, Anmerkungen) | Höchstplatzierung, Gesamtwochen, AuszeichnungChartplatzierungen (Jahr, Titel, Platzierungen, Wochen, Auszeichnungen, Anmerkungen) | Höchstplatzierung, Gesamtwochen, AuszeichnungChartplatzierungen (Jahr, Titel, Platzierungen, Wochen, Auszeichnungen, Anmerkungen) | Anmerkungen |
| Jahr | Titel                          | FR | BEW | CH | Anmerkungen |
| ---- | ------------------------------ | --- | --- | --- | --- |
| 2004 | Anthologie (1991–2004)         | FR— GoldFR | BEW31 (14 Wo.)BEW | CH43 (8 Wo.)CH | Erstveröffentlichung: 22. November 2004 |
| 2009 | Galaxie                        | — | BEW84 (3 Wo.)BEW | — | Erstveröffentlichung: 20. Mai 2009 Boxset |
| 2013 | Best of 2013 – 16 classiques   | FR73 (2 Wo.)FR | BEW51 (11 Wo.)BEW | — | Erstveröffentlichung: 29. Juli 2013 |
| 2013 | L’école du micro d’argent 2013 | FR45 (51 Wo.)FR | — | — | Boxset, enthält das Studioalbum von 1997, Bonustitel, Instrumentalversionen und B-Seiten                                                                  |
| 2021 | Odyssée                        | FR184 (1 Wo.)FR | — | — | Erstveröffentlichung: 5. Februar 2021 |
| 2021 | Rimes essentielles             | FR74 (3 Wo.)FR | BEW121 (1 Wo.)BEW | — | Erstveröffentlichung: 3. Dezember 2021 Zusammenstellung der vier EPs Première vague bis Quatrième vague, die zuvor von Juni bis November erschienen waren |

Weitere Alben
- 2006: IAM Platinum

### EPs
| Jahr | Titel                              | Höchstplatzierung, Gesamtwochen, AuszeichnungChartplatzierungen (Jahr, Titel, Platzierungen, Wochen, Auszeichnungen, Anmerkungen) | Höchstplatzierung, Gesamtwochen, AuszeichnungChartplatzierungen (Jahr, Titel, Platzierungen, Wochen, Auszeichnungen, Anmerkungen) | Höchstplatzierung, Gesamtwochen, AuszeichnungChartplatzierungen (Jahr, Titel, Platzierungen, Wochen, Auszeichnungen, Anmerkungen) | Anmerkungen                             |
| Jahr | Titel                              | FR | BEW | CH | Anmerkungen                             |
| ---- | ---------------------------------- | --- | --- | --- | --------------------------------------- |
| 2021 | Première vague (fourreau IAM 2021) | FR157 (1 Wo.)FR | BEW89 (1 Wo.)BEW | — | Erstveröffentlichung: 25. Juni 2021     |
| 2021 | Troisième vague                    | FR163 (1 Wo.)FR | — | — | Erstveröffentlichung: 22. Oktober 2021  |
| 2021 | Quatrième vague                    | FR185 (1 Wo.)FR | — | — | Erstveröffentlichung: 19. November 2021 |

### Singles
| Jahr | Titel Album                                       | Höchstplatzierung, Gesamtwochen, AuszeichnungChartplatzierungen (Jahr, Titel, Album, Platzierungen, Wochen, Auszeichnungen, Anmerkungen) | Höchstplatzierung, Gesamtwochen, AuszeichnungChartplatzierungen (Jahr, Titel, Album, Platzierungen, Wochen, Auszeichnungen, Anmerkungen) | Höchstplatzierung, Gesamtwochen, AuszeichnungChartplatzierungen (Jahr, Titel, Album, Platzierungen, Wochen, Auszeichnungen, Anmerkungen) | Anmerkungen                                             |
| Jahr | Titel Album                                       | FR | BEW | CH | Anmerkungen                                             |
| --- | ------------------------------------------------- | --- | --- | --- | ------------------------------------------------------- |
| 1994 | Je danse le mia Ombre est lumière                 | FR1 Gold · (40 Wo.)FR | — | — |                                                         |
| 1994 | Le feu Ombre est lumière                          | FR17 (10 Wo.)FR | — | — |                                                         |
| 1995 | Une femme seule / Sachet blanc Ombre est lumière  | FR30 (7 Wo.)FR | — | — |                                                         |
| 1997 | L’empire du côté obscur L’école du micro d’argent | FR14 Gold · (17 Wo.)FR | BEW31 (5 Wo.)BEW | — |                                                         |
| 1997 | Nés sous la même étoile L’école du micro d’argent | FR41 (4 Wo.)FR | BEW38 (1 Wo.)BEW | — |                                                         |
| 1998 | Petit frère L’école du micro d’argent             | FR50 (11 Wo.)FR | — | — |                                                         |
| 1998 | L’école du micro d’argent                         | FR84 (7 Wo.)FR | — | — |                                                         |
| 1998 | Independenza –                                    | FR19 (25 Wo.)FR | BEW18 (8 Wo.)BEW | — |                                                         |
| 2003 | Noble Art Revoir un printemps                     | FR34 (17 Wo.)FR | — | CH81 (4 Wo.)CH | feat. Method Man & Redman                               |
| 2004 | Revoir un printemps                               | FR58 (6 Wo.)FR | — | — |                                                         |
| 2004 | Nous Revoir un printemps                          | — | — | CH94 (1 Wo.)CH | Erstveröffentlichung: 19. Januar 2004 feat. Kayna Samet |
| 2004 | Stratégie d’un pion Revoir un printemps           | FR69 (7 Wo.)FR | — | — |                                                         |
| 2005 | Où va la vie? Anthologie (1991-2004)              | FR24 (17 Wo.)FR | — | CH68 (4 Wo.)CH | Erstveröffentlichung: 21. Februar 2005 feat. Moïse      |
| 2013 | Spartiate Spirit Arts Martiens                    | FR184 (1 Wo.)FR | — | — | Erstveröffentlichung: 11. Februar 2013                  |
| 2013 | Les raisons de la colère Arts Martiens            | FR77 (4 Wo.)FR | — | — | Erstveröffentlichung: 4. März 2013                      |
| 2017 | IAM 2017 –                                        | FR87 (1 Wo.)FR | — | — | Erstveröffentlichung: 13. Januar 2017                   |
| 2017 | Monnaie de singe Rêvolution                       | FR47 (2 Wo.)FR | — | — | Erstveröffentlichung: 20. Januar 2017                   |
| Folgende Lieder erschienen nicht als Single, wurden aber durch das Album zum Download und Streaming bereitgestellt und konnten somit eine Platzierung erlangen: |                                                   | | | |                                                         |
| |                                                   | | | |                                                         |
| 2013 | CQFD IAM                                          | FR107 (2 Wo.)FR | — | — |                                                         |
| 2019 | Self Made Men Yasuke                              | FR199 (1 Wo.)FR | — | — | feat. Psy 4 de la rime                                  |

grau schraffiert: keine Chartdaten aus diesem Jahr verfügbar

### Videoalben
- 2002: Live Au Dock Des Suds – Marseille (Live Konzertaufnahmen von Akhenaton, Chiens De Paille, Psy 4 De La Rime und weitere)
- 2004: Stratégie Tour – Live Au Dôme Marseille (FR: ×2Doppelplatin )
- 2004: Au Cœur D’IAM – Genèse d’un Album (Entwicklungsbeschreibung des neuen Albums „Revoir Un Printemps“) (FR: Gold)